# Adriaan Paets van Troostwijk

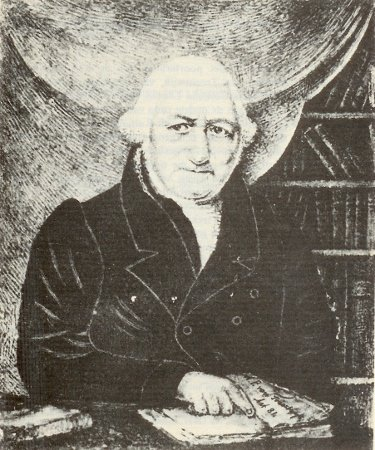
Adriaan Paets van Troostwijk

Adriaan Paets van Troostwijk (* 4. März 1752 in Utrecht; † 3. April 1837 in Nieuwersluis) war ein niederländischer Chemiker.

## Leben und Werk
Troostwijk war hauptberuflich Kaufmann. Er ergriff den Beruf mit achtzehn Jahren und arbeitete bis 1816 in Amsterdam als Kaufmann, danach zog er nach Nieuwersluis.
Er war ein bedeutender Chemiker und veröffentlichte 1778 bis 1818 fünfunddreißig Abhandlungen, teilweise mit seinem Freund, dem Arzt Johan Rudolph Deiman. Er veröffentlichte auch mit dem Direktor des Teyler-Museums in Haarlem Martinus van Marum und mit C. R. T. Krayenhoff, mit dem er ein Buch über die Anwendung von Elektrizität in der Medizin schrieb.
1778 untersuchte er mit Deiman die Verbesserung der Luft durch Pflanzen und 1781 Kohlendioxid (damals fixe Luft genannt). Mit van Marum, der eine große Elektrisiermaschine besaß, untersuchte er den Einfluss von Elektrizität auf Gase und Metalle. Dabei beobachteten sie die Zerlegung von Kohlendioxid (erkannten aber nicht, dass dabei Kohlenmonoxid gebildet wurde, sondern kamen zu dem falschen Schluss, fixe Luft enthielte Wasser) und die Bildung von Ozon. Mit Deiman war er der Erste, der Wasser mit statischer Elektrizität (aus ihren Elektrisiermaschinen) zersetzte (und anschließend wieder aus den entstandenen Gasen synthetisierte). Troostwijk war bis 1788 Anhänger der Phlogiston-Theorie, widerrief diese dann aber unter dem Einfluss von van Marum und Alexander Petrus Nahuys.
1791 gründete er mit Deiman, Pieter Nieuwland und Nicolaas Bondt in Amsterdam den Batavischen Club, eine private chemische Gesellschaft. Später wurden auch der Apotheker Anthonie Lauwerenburgh und der Arzt Gerardus Vrolik Mitglieder. Sie waren wesentlich daran beteiligt, die Ideen von Antoine-Laurent Lavoisier in den Niederlanden zu verbreiten. Der Club war bis 1808 aktiv und die Mitglieder veröffentlichten in den Recherches physicochimiques (1792 bis 1794), später in niederländischer Übersetzung und in erweiterter Form erschienen als Natuur-scheikundige Verhandelingen (1799 bis 1801).
Bekannt wurden Troostwijk, Deiman, Anthonie Lauwerenburgh und Nicolaas Bondt, als sie 1794 das Öl der holländischen Chemiker aus Ethen erzeugten, das 1,2-Dichlorethan.
1806 bis 1816 war er Mitglied des Königlichen Instituts der Wissenschaften (Koninklijk Instituut, eerste klasse), der späteren Königlich Niederländischen Akademie der Wissenschaften.

## Schriften
- mit J. R. Deiman: Verhandeling over het nut van den groeij der boomen en planten, tot zuivering der lucht, Amsterdam, 1780, Digitalisat
- mit J. R. Deiman: Verhandeling over de vaste lucht, Rotterdam, 1781
- Verhandeling over de vorderingen in de luchtkennis, Amsterdam, 1785
- mit C. R. T. Krayenhoff: De l’ application de l’électricité à la physique et à la médecine, Amsterdam, 1788, Digitalisat
- mit J. R. Deiman: Lettre à M. de la Mètherie, sur une manière de dècompose l’eau en air inflammable et en air vital, Journal de physique, de chimie et de l’histoire naturelle, Band 35, 1789, S. 369–378
- mit J. R. Deiman: Beschrijving van een electriseermachine en van proefnemingen met dezelve in het werk gesteld, Amsterdam, 1790
- mit J. R. Deiman u. a.: Expériences sur l’inflammation du mèlange de soufre et de mètax, sans la présence de l’oxigène, Recherches physico-chimiques, Band 3, 1794, S. 71–96
- mit J. R. Deiman, Bondt, Lauwerenburgh: Recherches sur les divers espèces des gaz, qu’on obtient en mè l’acide sulfurique concentrè avec l’alcool, Journal de physique, Band 45, 1794, S. 178–191